# Émeutes du couronnement

Symbole du « mouvement des squatteurs » (kraakbeweging), principaux acteurs des émeutes.

Les émeutes du couronnement (Kroningsoproer ou Kroningsrellen en néerlandais) sont des incidents majeurs qui ont lieu lors du couronnement de la reine Beatrix des Pays-Bas le 30 avril 1980, à Amsterdam. Elles sont aujourd'hui considérées comme l'un des pires épisodes d'émeutes prenant place en temps de paix dans l'histoire des Pays-Bas.
Elles opposent plusieurs catégories de populations composées principalement de squatteurs et des autonomes rassemblés autour du slogan « Pas de logements, pas de couronnement ». Les revendications des contestataires sont variées, une partie protestant contre le caractère inadapté de l'offre en logements, tandis que l'autre a pour principal objectif de perturber la cérémonie. Cette dernière n'est cependant pas perturbée et la nouvelle reine est en mesure de se présenter au peuple depuis le balcon du palais sur le Dam sans incident.

## Histoire

### Contexte
À partir des années 1970, Amsterdam connaît des difficultés importantes sur le marché immobilier, alors marqué par une pénurie de logements, tandis que certains immeubles étaient vacants depuis plusieurs années. Une partie de la population, composée majoritairement de jeunes à la recherche d'un appartement ou d'une chambre, squattent alors ces immeubles vacants pour subvenir à leurs besoins. Le « mouvement des squatteurs » (kraakbeweging) joue un rôle important à cette période et gagne de l'influence en tant que mouvement contestataire dans d'autres domaines. L'un des principaux sujets de discorde relatif au couronnement était les projets de rénovation de plusieurs bâtiments royaux (dont le palais Noordeinde et le palais sur le Dam), dans un contexte de chômage croissant et pendant que la spéculation immobilière connaissait aussi un fort développement.
Alors que le mouvement contestataire Provo reposait principalement sur des happenings ludiques et pacifiques, sur le modèle de ceux de Robert Jasper Grootveld sur le Spui dans les années 1960, les années 1970 furent marquées par l'émergence de mouvements de revendication plus agressifs de la part des squatteurs. 
Ces tensions entre les squatteurs et la police atteignirent leur paroxysme le 3 mars 1980, à tel point que des tanks furent envoyés sur la Vondelstraat pour détruire les barricades installées sur la route par les manifestants. À la suite de ces affrontements violents, les squatteurs appelèrent à manifester et à résister quelques semaines avant le 30 avril. Leurs revendications tournaient autour de deux slogans : « Pas de logements, pas de couronnement » et « Tous à Amsterdam. N'oubliez pas votre casque ! »,.

### Émeutes
Le 30 avril, la situation dérapa complètement lors de la cérémonie à Amsterdam. Dans la Nieuwe Kerk, où le couronnement était célébré, le vacarme des sirènes de police et des hélicoptères perturba la cérémonie, rendant inaudible la Messe du Couronnement de Mozart qui y était jouée. La Princesse Juliana raconta plus tard au bourgmestre de l'époque, Wim Polak, qu'elle assista aux événements qui avaient lieu sur Damstraat depuis les étages supérieurs du Paleis op de Dam.
Les émeutes ne s’arrêtèrent que beaucoup plus tard au cours de la nuit suivante.

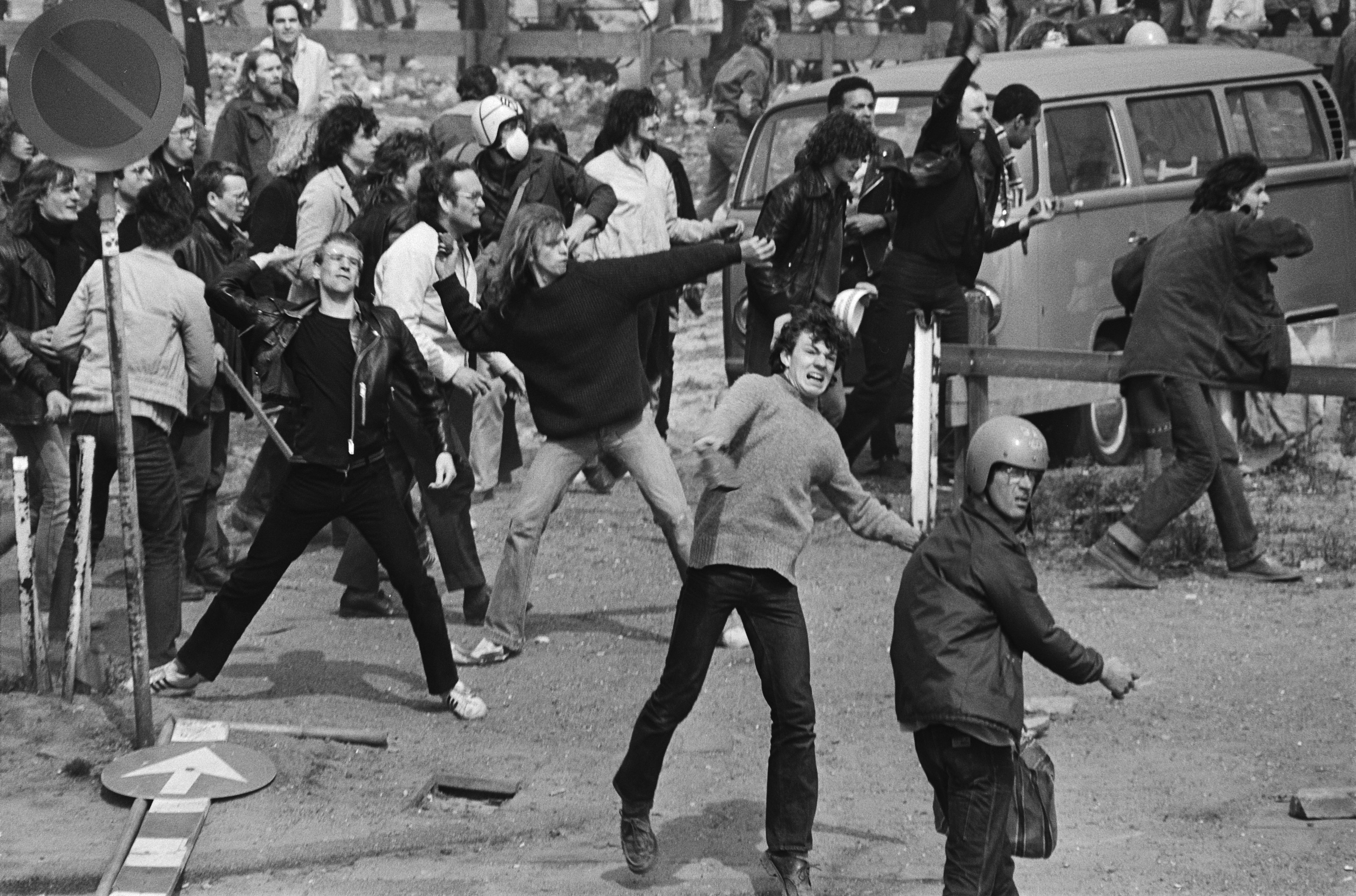
Émeutes.
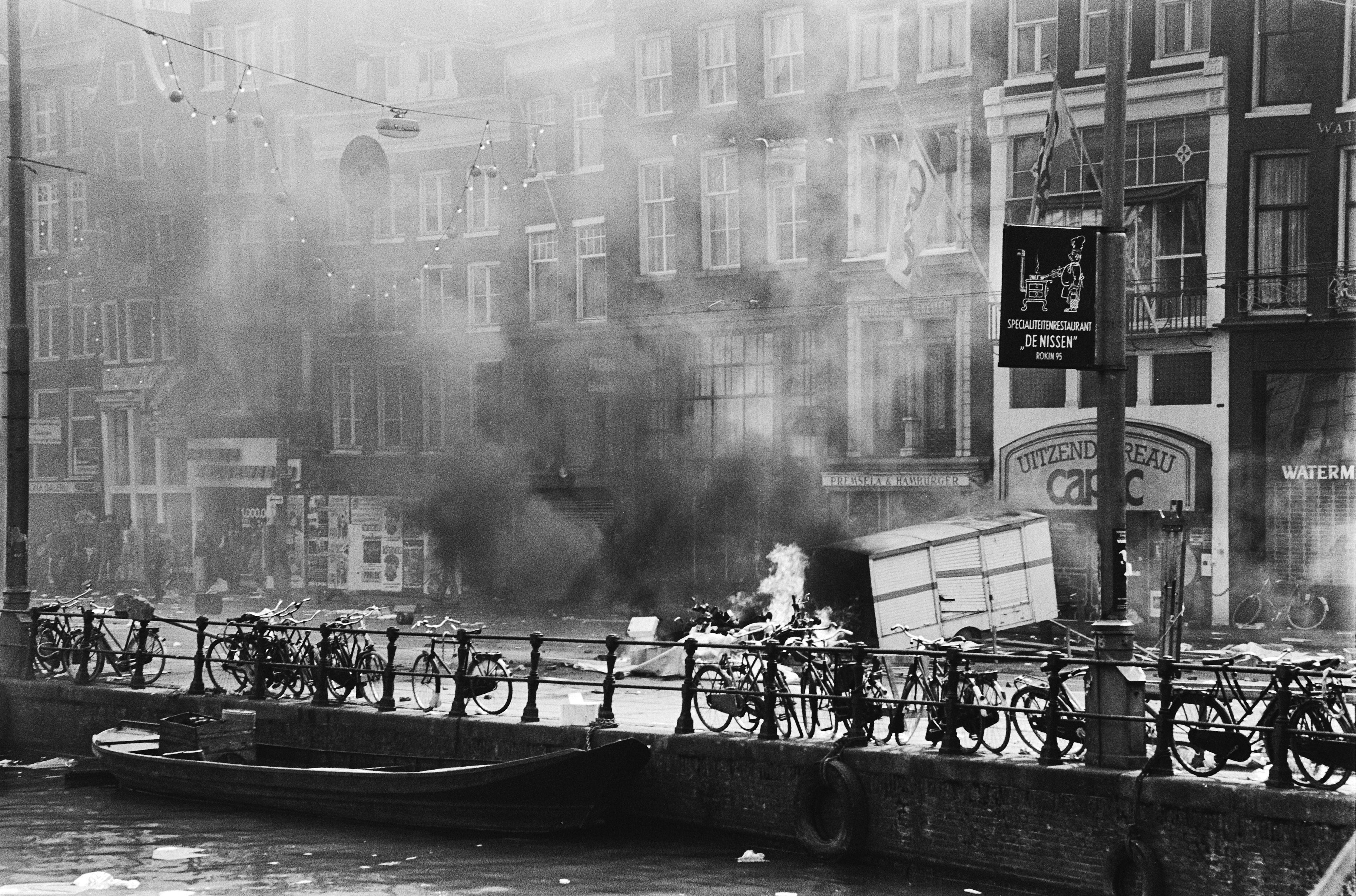
Incendie.
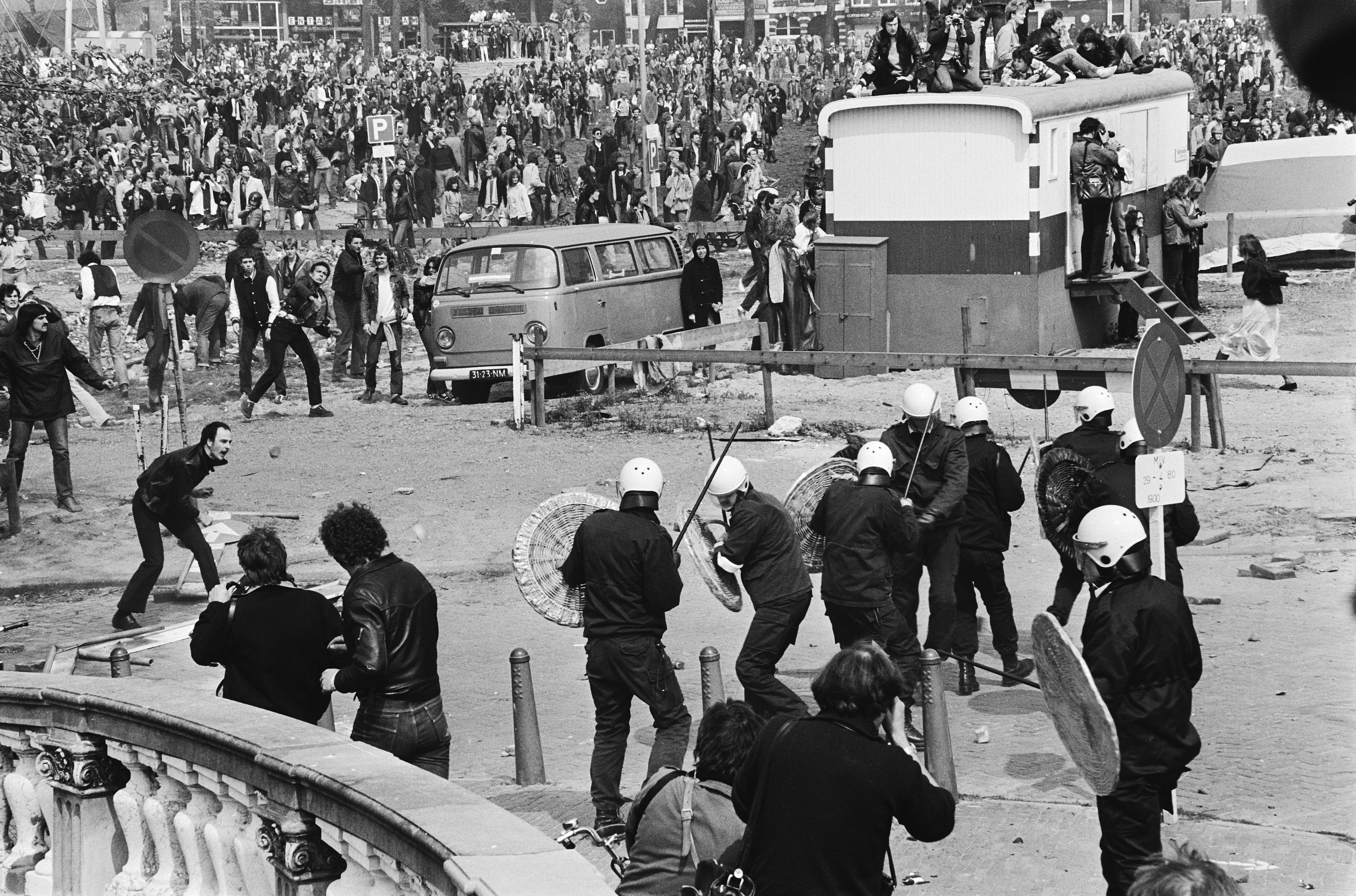
Bataille de la Blauwbrug (Pont Bleu).